# Chrysolampus schwarzi
Chrysolampus schwarzi är en stekelart som beskrevs av Crawford 1914. Chrysolampus schwarzi ingår i släktet Chrysolampus och familjen gropglanssteklar. Inga underarter finns listade i Catalogue of Life.